# Bufo aspinius
Bufo aspinius е вид жаба от семейство Крастави жаби (Bufonidae).

## Разпространение
Видът е разпространен в Китай.